# 13th Planet Records
13th Planet Records es una discográfica estadounidense fundada por el líder de la banda Ministry, Al Jourgensen. Es un proyecto conjunto con Megaforce Records en los Estados Unidos y Canadá y su distribución corre a cargo de Sony BMG Music Entertainment/RED Distribution.

## Artistas firmados por la discográfica
- Ministry
- RevCo
- Prong
- Ascension of the Watchers
- Buck Satan and the 666 Shooters
- Deth Rok
- False Icons
- ReVamp